# Eichel (Saar)
Die Eichel ist ein etwa 32,4 km langer, rechter Nebenfluss der Saar im Gebiet des Krummen Elsass, das zum französischen Département Bas-Rhin in der Region Grand Est gehört.

## Name
Die Eichel taucht mehrfach in mittelalterlichen Urkunden auf:
- 8. Jh. (Kopie 9. Jh.) Aquila, Aculia, Aquela, Achilla
- 713 in pago Aculinse (Eichelgau)
- 755 in pago Aquilinse (Eichelgau)
- 838 Achilgouue (Eichelgau)
- 1196 ad rivulum … Hechele
- 1506 uff der Echel
- 1555 Eichel

Die Schreibung Aquila ist eine Anlehnung an das lateinische Wort Aquila ('Adler').

## Geographie

### Verlauf
Die Eichel entspringt als Donnenbach auf etwa 320 m Höhe bei Lützelstein am Westrand der Nordvogesen an der Wasserscheide zwischen Saar und Rhein. Ab Frohmuhl folgen die Départementalstraße D 919 Saargemünd–Hagenau und die Bahnstrecke Straßburg–Saargemünd ihrem Lauf nach Westen. Bei Tieffenbach tritt die Eichel in eher landwirtschaftlich geprägte Gebiete ein. Südlich von Waldhambach mündet der Grentzbach von rechts ein, der aus der Gegend von Münzthal kommt. Die Eichel fließt dann mit Tendenz nach Nordwesten nach Diemeringen. Hier mündet von rechts der Petersbach ein, der bei Rohrbach entspringt. Nächster Ort ist Lorentzen. Bei Domfessel verlässt er das Gebiet des Naturparks Nordvogesen. Voellerdingen und Oermingen sind die nächsten Ortschaften. Danach ist die Eichel die Grenze des Krummen Elsass zum Bitscher Land und somit zum Département Moselle. Sie mündet auf den Gemarkungen von Herbitzheim und Kalhausen von rechts in die Saar, kurz nachdem sie die Gleise der Bahnstrecke Saargemünd–Sarralbe unterquert hat.

### Zuflüsse
- Vieraeckergraben (rechts), 1,4 km
- Ottwillergraben (links), 5,3 km
- Langmattgraben (rechts), 3,8 km
- Thalbach (rechts), 21,2 km
- Morstbach (links), 6,8 km
- Petersbach (Buttenbach) (rechts), 17,5 km
- Ellerlachgraben (links), 1,8 km
- Buchlach (ruisseau de Buchlach) (rechts), 2,3 km
- Lach (ruisseau Lach) (links)
- Pfaffenlach (ruisseau Pfaffenlach) (links), 2,4 km
- Limbachergraben (rechts), 5,3 km
- Gehlgraben (links), 3,2 km
- Tiefgraben (rechts), 5,1 km

## Hydrologie
An der Mündung der Eichel in die Saar beträgt die mittlere Abflussmenge (MQ) 3,08 m³/s; ihr Einzugsgebiet erreicht hier 288,5 km².
Für den Eichel-Pegel Oermingen etwas oberhalb der Mündung, wo das Einzugsgebiet mit etwa 277 km² schon etwa 96 % umfasst, liegen für einen Zeitraum von 43 Jahren (1968–2010) Daten vor, aus denen der Jahresgang der Abflussmenge  und ihr Jahresdurchschnitt berechnet wurden.
Die mit 4,50 – 5,45 m³/s höchsten Wasserstände treten danach in den Wintermonaten Dezember – März auf mit einem klaren Maximum der Abflussmenge im Februar. Ihr Minimum, gegen die drei Vormonate ab Juni wenig ausgeprägt, fällt mit 1,43 m³/s in den September. Zwischen den beiden extremen Monaten ändert sich der Wasserstand monoton. Die Abflussmenge im Durchschnitt des gesamten Jahres beträgt hier am Pegel 2,96 m³/s.
Der  monatliche mittlere Abfluss (MQ) des Eichel in m³/s, berechnet für die hydrologische Station Oermingen aus den Pegeldaten der Jahre 1968–2010